# Naenaria bimaculata
Naenaria bimaculata är en stekelart som beskrevs av Heinrich 1968. Naenaria bimaculata ingår i släktet Naenaria och familjen brokparasitsteklar. Inga underarter finns listade i Catalogue of Life.